# Eduard Schütt
Eduard Schütt   (Sant Petersburg, 22 d'octubre de 1856 - Obermais, 28 de juliol de 1933), rus: Эдуард Шютт, també conegut sota els pseudònims Arnolde Clairlie i Henri Marling, fou un compositor, pianista i director d'orquestra austríac d'origen rus.

## Biografia
Eduard Schütt va néixer a Sant Petersburg, Imperi Rus. El seu pare era un hàbil violoncel·lista i la família coneixia el pianista Anton Rubinstein. Als setze anys, Schütt va decidir seguir una carrera artística, en contra de l'oposició del seu pare. La influència de Rubinstein va convèncer finalment el pare de Schütt perquè el deixés prosseguir amb les seves aspiracions artístiques.
Eduard Schütt va estudiar a Sant Petersburg amb Theodor Stein i del 1876 al 1878 a Leipzig amb Ernst Friedrich Richter, Salomon Jadassohn i Carl Reinecke. Schütt va viure a Viena des del 1879, on va estudiar amb Theodor Leschetizky. Aquest va afavorir Schütt, i ambdós van romandre com a amics íntims durant tota la vida.
Durant els anys següents, Schütt va oferir concerts a Hongria, Àustria i Bohèmia. Cap al 1882 va compondre i estrenar el seu primer concert per a piano, Op. 7, a diverses ciutats europees importants. Del 26 de gener de 1881 al 20 d'octubre de 1887, va ser director de la Wiener Akademischen Wagner-Vereins. El 1887, va rebutjar la invitació de Cosima Wagner per convertir-se en el director musical del Festival de Bayreuth. Posteriorment, es va dedicar plenament a la composició i va passar una bona part del seu temps a la seva casa d'Obermais, prop de Merano, que va anomenar "Mon Repos". La seva residència principal, però, va romandre a Viena, on també va fer una quantitat limitada de classes. Entre els seus amics hi havia Franz Liszt, Artur Rubinstein, Johannes Brahms, Richard Heuberger i Alfred Grünfeld.
Com a compositor és conegut sobretot per les seves paràfrasis sobre valsos de Johann Strauss, entre d'altres, sobre „Al bell Danubi blau“, „Contes dels boscos de Viena“ i „Roses del Sud“, que també són tècnicament molt exigents. També va escriure nombroses obres per a piano que foren molt populars en aquella època.

## Obres seleccionades
Concertant
- Concert per a piano núm. 1 en sol menor, op. 7
- Concert per a piano núm. 2 en fa menor, op. 47

Música de cambra
- Quartet de piano en fa major, op. 11
- Trio de piano núm. 1 en do menor, op. 27
- Suite núm. 1 en re menor per a violí i piano, op. 44
- Trio de piano núm. 2 en mi menor, op. 51
- Suite núm. 2 en mi major per a violí i piano, op. 61
- Fantasie en la major per a violoncel i piano, op. 63
- 2 Mélodies per a violoncel i piano, op. 70

Piano
- Etude mignonne, en re major, op. 16 núm. 1
- Valse mignonne, Op. 16 núm. 2
- Carnaval Mignon, Scènes pantomimiques, Op. 48
- Papillons d'amour, Op. 59 (del qual la núm., "A la bien-aimée", és la seva obra més coneguda)
- Impressions, 5 peces, op. 71
- Paràfrasis de concert sobre motius de valsos de J. Strauss